# 아라마루
아라마루는 1999년에 설립된 대한민국의 온라인게임 개발사이다. 2011년 1월 현재 대표이사는 구현욱이다.

## 작품
- 노바 1492
- 노바 1492 A.R
- Jungle Bell
- 테오스 온라인
- 노바2

노바1492는 서비스가 종료됐다. 그 뒤 당분간 다른 기업에서 약간 변경하여 운영하였으나 마찬가지로 서비스를 중단하여 현재는 공식적인 운영이 완전히 중지된 상태이다.